# Maximilian von Spee
Maximilian Johannes Maria Hubert Reichsgraf von Spee (Copenhague, 22 de junho de 1861 — Oceano Atlântico, 8 de dezembro de 1914) foi um oficial da  Marinha Imperial Alemã, que comandou o Esquadrão do Leste Asiático durante a Primeira Guerra Mundial. Spee entrou na Marinha em 1878 e serviu em uma variedade de funções e locais, incluindo em uma canhoneira colonial na África Ocidental Alemã na década de 1880, o Esquadrão da África Oriental no final da década de 1890 e como comandante de vários navios de guerra na principal frota alemã no início de 1900. Durante seu tempo na Alemanha no final da década de 1880 e início da década de 1890, ele se casou com sua esposa, Margareta, e teve três filhos, seus filhos Heinrich e Otto e sua filha Huberta. Em 1912, ele havia retornado ao Esquadrão da Ásia Oriental como seu comandante, e foi promovido ao posto de vizeadmiral (vice-almirante) no ano seguinte.

Após a eclosão da Primeira Guerra Mundial em julho de 1914, Spee liderou seu esquadrão através do Pacífico até a costa da América do Sul. Aqui, em 1º de novembro, ele derrotou o 4º Esquadrão Britânico de Cruzadores sob o comando do contra-almirante Christopher Cradock na Batalha de Coronel, afundando dois cruzadores de Cradock e forçando seus outros dois navios a recuar. Um mês depois, Spee decidiu atacar a base naval britânica nas Ilhas Malvinas, mas uma força britânica superior o surpreendeu. Na Batalha das Ilhas Malvinas que se seguiu, o esquadrão do vice-almirante Doveton Sturdee, que incluía dois poderosos cruzadores de batalha, destruiu o Esquadrão da Ásia Oriental. Spee e seus dois filhos, que por acaso serviam em dois de seus navios, foram mortos, junto com cerca de 2 200 outros homens. Spee foi aclamado como um herói na Alemanha, e vários navios foram nomeados em sua homenagem, incluindo o cruzador pesado Admiral Graf Spee, que foi construído na década de 1930 e foi derrotado na Batalha do Rio da Prata durante a Segunda Guerra Mundial.